# Leszek Nawrocki
Leszek Nawrocki (ur. 1957 w Sochaczewie, zm. 2 stycznia 2018) – polski historyk i muzealnik.

## Życiorys
Urodził się w 1957 r., w Sochaczewie, był absolwentem Liceum Ogólnokształcącego im. F. Chopina w Sochaczewie. W 1981 r. ukończył studia magisterskie na Wydziale Historii Uniwersytetu Gdańskiego. Pełnił funkcję kierownika oddziału Archiwum Państwowego w Żyrardowie, od 1983 r. pracownika naukowego w Muzeum Ziemi Sochaczewskiej i Pola Bitwy nad Bzurą w Sochaczewie. Dzięki jego pracy Muzeum Ziemi Sochaczewskiej i Pola Bitwy nad Bzurą w Sochaczewie prowadziło jako jedyne w regionie szeroką działalność wydawniczą. Jej efektem była publikacja w prasie ogólnokrajowej i lokalnej kilkudziesięciu artykułów oraz wydanie drukiem kilkunastu zwartych opracowań tematycznych.
W latach dziewięćdziesiątych XX wieku dziesięciokrotnie stawał do finału telewizyjnej Wielkiej gry. Zmarł w nocy z 1 na 2 stycznia 2018.

## Odznaczenia
- Srebrny Krzyż Zasługi,
- Brązowy medal „Za Zasługi dla Ligi Obrony Kraju",
- Srebrny Medal Opiekuna Miejsc Pamięci Narodowej,
- Złoty Medal Opiekuna Miejsc Pamięci Narodowej.